# Walnussfruchtfliege

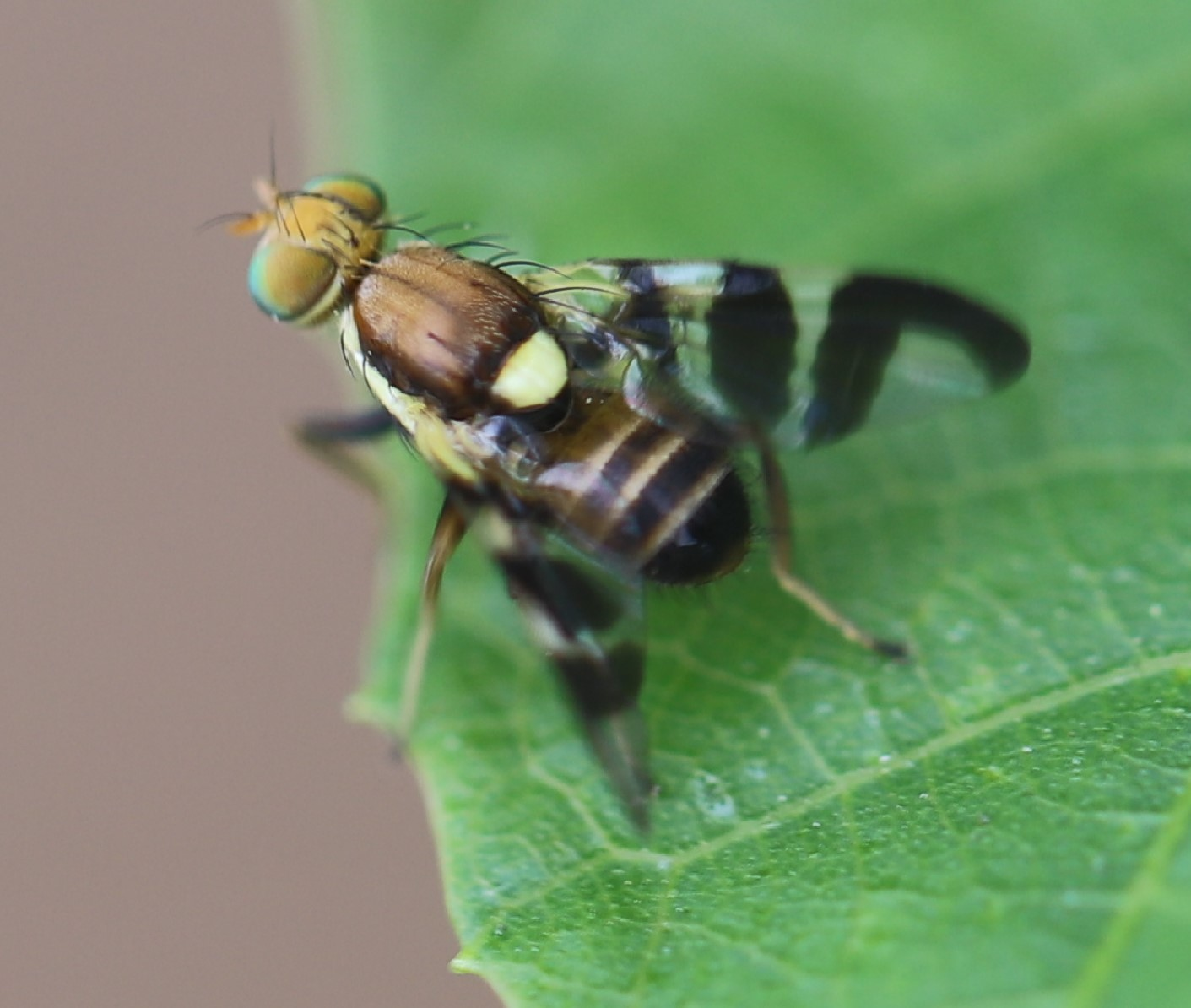
Männchen

Die Walnussfruchtfliege (Rhagoletis completa, Syn.: Rhagoletis suavis ssp. completa) ist eine Fliege aus der Familie der Bohrfliegen (Tephritidae).
Sie ist ein aus Nordamerika stammender Schädling an Walnussgewächsen (und selten am Pfirsich). Die Fliege breitet sich gegenwärtig als Neozoon in Europa aus und ist mittlerweile (Stand 2023) auch am Oberrhein im Südwesten Deutschlands und im Burgenland (Österreich) anzutreffen.

## Merkmale
Die Fliegen werden 8 bis 10 Millimeter lang. Sie haben einen gelblichen bis weißlichen Körper mit bräunlichen Streifen. Die Flügel sind durchsichtig und gezeichnet mit drei schwarzen Binden – von denen die an der Flügelspitze eine „V“-Form aufweist. Die Flügelzeichnung ist wohl eine Mimikry und erinnert von hinten gesehen und durch die Bewegungen beim Laufen auf den Früchten und den Walnussblättern an die vorderen Beinpaare einer Springspinne (evtl. an die der Zygoballus sexpunctatus).
Die Larven erreichen eine Länge von 8–10 Millimetern, einen Durchmesser von 2–2,5mm und haben einen gelblich-weiß gefärbten Körper mit schwarzen Mundwerkzeugen.

## Lebensweise

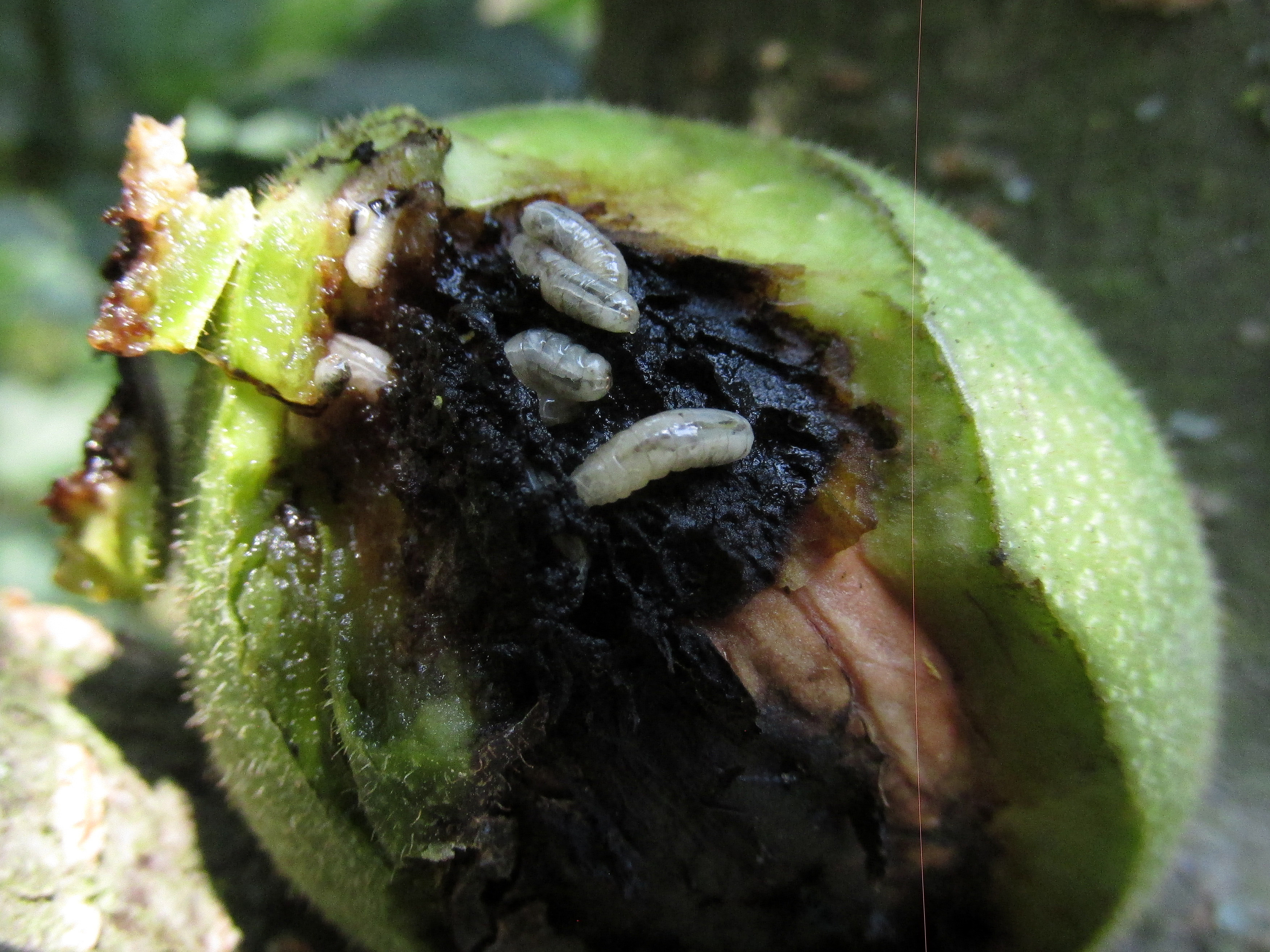
Larven der Walnussfruchtfliege auf einer befallenen Walnuss

Die Larven der Fliegen entwickeln sich in den Früchten verschiedener Walnussgewächse, in Nordamerika u. a. der Schwarznuss, Juglans californica und Juglans hindsii. In Europa wird insbesondere die Echte Walnuss (Juglans regia) befallen, selten auch Pfirsiche.
Die Weibchen der Walnussfruchtfliege legen insgesamt bis zu 400 Eier und je Nuss bis zu 15 Eier als Gelege unterhalb der Epidermis unreifer Nüsse ab. Zusätzlich geben sie nach der Eiablage ein Pheromon ab, das als Kennzeichnung für andere Weibchen dient. Nach etwa fünf Tagen schlüpfen die gelblichen Larven. Für drei bis fünf Wochen fressen sie im Fruchtfleisch der Walnuss (der grünen Schale über der Nuss). Danach  verlassen die jetzt madenartigen Tiere die Walnüsse, lassen sich zu Boden fallen und graben sich einige Zentimeter tief in den Erdboden ein, wo sie sich verpuppen und überwintern. Die meisten Fliegen schlüpfen von Juli bis September des nächsten Jahres – einige verbleiben auch für zwei oder mehrere Jahre im Boden.

## Schadwirkung

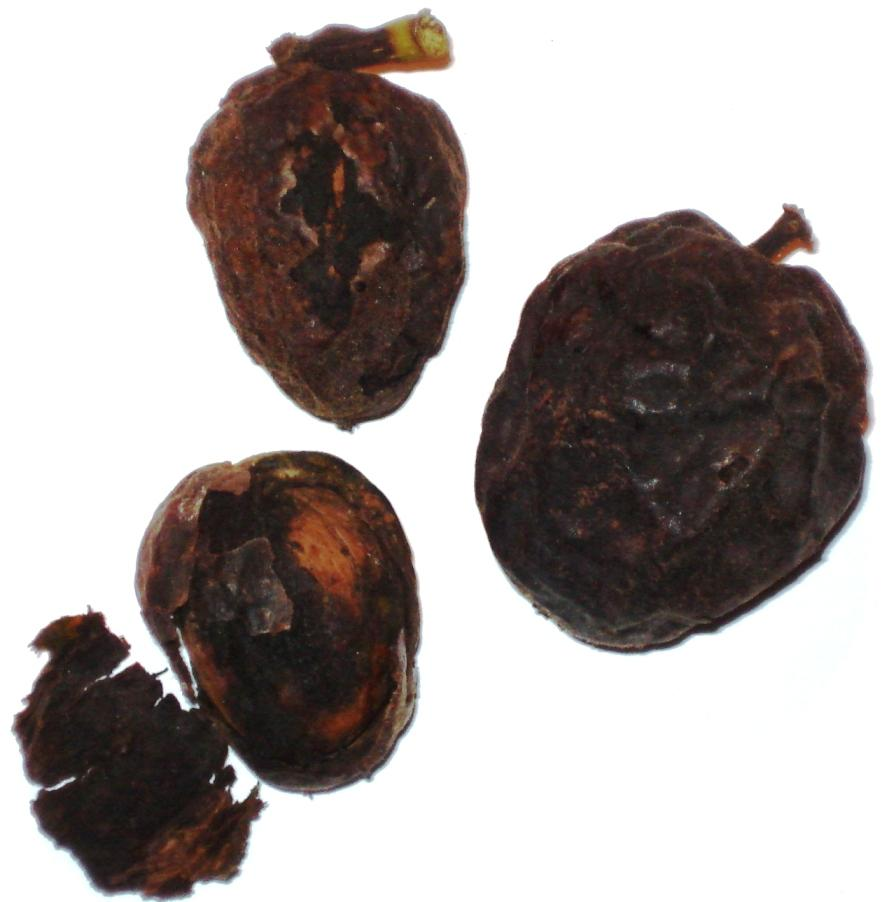
Folge des Befalles der Echten Walnuss (Juglans regia) durch die Walnussfruchtfliege (Rhagoletis completa) – schwarz verfärbtes, angetrocknetes, sich nicht / sehr schlecht von der Nuss ablösendes Fruchtfleisch / Fruchthülle

Das Fruchtfleisch der befallenen Nüsse beginnt durch die Fraßtätigkeit der Larven zu faulen und sich schwarz zu verfärben – wobei es eine weiche Konsistenz annimmt oder auch bisweilen antrocknet. Die Schäden sind teils beträchtlich. Es sind in der Regel bis zu 3/4 des Ertrags eines Baumes betroffen.
Je später der Befall erfolgt, umso besser kann sich die Nuss entwickeln. Allerdings lässt sich das Fruchtfleisch kaum vollständig entfernen, weshalb ein Verzehr unattraktiv wird. Zudem ist die Lagerfähigkeit der Nüsse eingeschränkt.

## Verbreitung in Europa
Die Walnussfruchtfliege wurde als Neozoon aus Nordamerika eingeschleppt und erstmals Ende der 1980er-Jahre in der Schweiz festgestellt. Von dort verbreitete sie sich zunächst nach Süden (Italien) und Südosten (Slowenien und Kroatien). 2004 wurde der erste Befall in Deutschland im Raum Freiburg im Breisgau festgestellt – von dort breitet sich die Fliege nach Norden aus, wobei sie – dem Verlauf des Rheines folgend – Hessen und den Raum um Köln erreicht hat. Der erste Befall in Frankreich wurde 2007, der erste Befall in Österreich 2008 festgestellt. Im Herbst 2013 ist die Fliege auch im Berlin-Brandenburger Raum nachgewiesen worden und führte 2015 bereits zu erheblichen Ernteausfällen. Wenig später trat sie auch in Mecklenburg-Vorpommern auf und führt auch im Nordosten Deutschlands zu Ausfällen in der Ernte.

## Bekämpfung
Insektizide zur Bekämpfung der Walnussfruchtfliege sind in Europa bisher noch nicht zugelassen.
Die Bekämpfung ist schwierig und aufwändig. Die wichtigste Maßnahme ist die Vernichtung der befallenen Früchte, wobei diese nicht auf den Komposthaufen, sondern entweder in den Restmüll gebracht oder ggf. verbrannt werden sollen.
Eine weitere Maßnahme ist die Bodenabdeckung unter dem befallenen Nussbaum, einmal im Frühsommer (ab ca. Mitte Juni) vor dem Schlupf der Fliegen, um das Schlüpfen bzw. Ausfliegen der Fliegen zu verhindern (da sie im Boden als Puppe überwintert). Andererseits sollte der Boden bedeckt werden vor dem Fruchtfall im Sommer/Herbst (ca. Ende August bis Mitte Anfang/Mitte Oktober), damit die Larven nicht zur Verpuppung bzw. Überwinterung in den Boden gelangen können.
Auch das Aufhängen von Gelbtafeln in der Flugzeit der Insekten (Anfang Juli bis August) kann zu einer Verringerung der Populationsdichte führen, jedoch ist bei dieser Methode der Beifang von anderen Insekten recht groß. Außerdem ist mit Gelbtafeln nur eine Reduktion der Fliegen zu erreichen, aber keine ausreichende Bekämpfung.